# Жутолеђи дујкер
Жутолеђи дујкер (лат. Cephalophus silvicultor) је врста дујкера. 

## Угроженост
Ова врста је наведена као последња брига, јер има широко распрострањење и честа је врста.

## Распрострањење
Ареал жутолеђог дујкера обухвата већи број држава. Врста је присутна у следећим државама: Судан, Замбија, Ангола, Кенија, Гамбија, Руанда, Сенегал, Уганда, Нигерија, Камерун, Бенин, Буркина Фасо, Бурунди, Централноафричка Република, Обала Слоноваче, Екваторијална Гвинеја, Габон, Гана, Гвинеја, Гвинеја Бисао, Либерија, Сијера Леоне, Того, Чад, Република Конго и ДР Конго.

## Станиште
Станишта врсте су шуме, саване и речни екосистеми. 